# 阿兰·弗赖
阿兰·弗赖（Alan Frei，1982年3月27日—），瑞士、菲律宾男子冰壶运动员，2023年泛大陆锦标赛B组男子银牌得主、2024年泛大陆锦标赛B组男子金牌得主、2025年亚洲冬季运动会男子金牌得主。